# Tomaž Kržišnik
Tomaž Kržišnik, slovenski slikar in ilustrator, oblikovalec, scenograf, akademijski profesor, *9. februar 1943, Žiri, † 22. maj 2023, Žiri.

## Življenje in delo
Po končani Višji pedagoški šoli je študiral v Varšavi na Akademiji lepih umetnosti. Tam je leta 1968 izdelal magisterij iz knjižne ilustracije. Sodil je v generacijo, ki se je pionirsko šolala na različnih akademijah v Evropi in vpeljala raznolikost Milana oz. Varšave v naš vizualni prostor, kjer smo rasli ob bienalih grafike in oblikovanja. Država je spoznala entuziazem raznolikih oblikovalcev in potrebe trga ter ustanovila novo, oblikovalsko akademijo, sedaj del ALUO. V Sloveniji se je Kržišnik uveljavil s svojo izjemno, večplastno in vedno prepoznavno avtorsko risbo, s pretehtanimi, barvitimi grafikami, ilustracijami, načrtovanjem notranje opreme (Grad Tabor nad Laškim, Kapela sv. Barbare Trobni Dol, Božji grob v Trnovem, Keramična stena DURS, Novo mesto) in prostorskimi instalacijami, npr. fontano za Bežigradom v Ljubljani. Intenzivno se je posvetil tudi sodelovanju z lutkovnim gledališčem. Znal je vrhunsko oblikovati znak tovarne Alpina ali ujeti mediteransko sonce ob obiskih Dalmacije in v risbah iz tujih dežel. 20 let (1988-2008) je poučeval vizualne komunikacije na ALUO, od 2002 kot redni profesor. 
Leta 1975 je prejel nagrado Prešernovega sklada za likovno podobo predstavitve Zlata ptica. Bil je tudi dobitnik Groharjeve nagrade in častni občan Žirov.
Po upokojitvi je ustvarjal v rodnih Žireh in dodatno okrasil prenovljeno hišo svojih prednikov in vrt ob Sori, ki ga je zasnovala Juta Krulc.
Posmrtno so mu (decembra 2024) podelili nagrado Hinka Smrekarja za življenjsko delo. 